# 土地収用
土地収用（とちしゅうよう）とは、日本国憲法第29条第3項「私有財産は、正当な補償の下に、これを公共のために用いることができる。」に基づき、公共の利益となる事業の用に供するため、土地の所有権その他の権利を、収用委員会（委員は都道府県議会の同意を経て任命された収用委員により構成される行政委員会）での審理や裁決など、一連の手続きを経てその権利者の意思にかかわらず、国又は地方公共団体等に強制的に取得させる行為をいう。

## 土地収用ができる事業
土地の収用は、公共の利益となる事業において、民法上の手段だけではその事業の目的を達成するのが困難な場合に、私人の財産権を強制的に取得するためのものであることから、土地収用法第3条、第5条、第6条及び第7条により土地収用が可能な事業を定めている。

### 土地収用法第3条に定める事業（土地の収用又は使用）
- 道路法（昭和27年法律第180号）による道路、道路運送法（昭和26年法律第183号）による一般自動車道若しくは専用自動車道（同法による一般旅客自動車運送事業又は貨物自動車運送事業法（平成元年法律第83号）による一般貨物自動車運送事業の用に供するものに限る。）又は駐車場法（昭和32年法律第106号）による路外駐車場
- 河川法（昭和39年法律第167号）が適用され、若しくは準用される河川その他公共の利害に関係のある河川又はこれらの河川に治水若しくは利水の目的をもつて設置する堤防、護岸、ダム、水路、貯水池その他の施設
- 砂防法（明治30年法律第29号）による砂防設備又は同法が準用される砂防のための施設
- 国又は都道府県が設置する地すべり等防止法（昭和33年法律第30号）による地すべり防止施設又はぼた山崩壊防止施設
- 都道府県が設置する急傾斜地の崩壊による災害の防止に関する法律（昭和44年法律第57号）による急傾斜地崩壊防止施設
- 運河法（大正2年法律第16号）による運河の用に供する施設
- 国、地方公共団体、独立行政法人緑資源機構、土地改良区（土地改良区連合を含む。以下同じ。）又は独立行政法人新エネルギー・産業技術総合開発機構が設置する農業用道路、用水路、排水路、海岸堤防、かんがい用若しくは農作物の災害防止用のため池又は防風林その他これに準ずる施設
- 国、都道府県又は土地改良区が土地改良法（昭和24年法律第195号）によつて行う客土事業又は土地改良事業の施行に伴い設置する用排水機若しくは地下水源の利用に関する設備
- 鉄道事業法（昭和61年法律第92号）による鉄道事業者又は索道事業者がその鉄道事業又は索道事業で一般の需要に応ずるものの用に供する施設
- 独立行政法人鉄道建設・運輸施設整備支援機構が設置する鉄道又は軌道の用に供する施設
- 本州四国連絡橋公団が設置する鉄道の用に供する施設
- 軌道法（大正10年法律第76号）による軌道又は同法が準用される無軌条電車の用に供する施設
- 石油パイプライン事業法（昭和47年法律第105号）による石油パイプライン事業の用に供する施設
- 道路運送法による一般乗合旅客自動車運送事業又は貨物自動車運送事業法による一般貨物自動車運送事業（特別積合せ貨物運送をするものに限る。）の用に供する施設
- 自動車ターミナル法（昭和34年法律第136号）第3条の許可を受けて経営する自動車ターミナル事業の用に供する施設
- 港湾法（昭和25年法律第218号）による港湾施設又は漁港漁場整備法（昭和25年法律第137号）による漁港施設
- 海岸法（昭和31年法律第101号）による海岸保全施設
- 航路標識法（昭和24年法律第99号）による航路標識又は水路業務法（昭和25年法律第102号）による水路測量標
- 航空法（昭和27年法律第231号）による飛行場又は航空保安施設で公共の用に供するもの
- 気象、海象、地象又は洪水その他これに類する現象の観測又は通報の用に供するもの
- 日本郵便株式会社が設置する日本郵便株式会社法 （平成17年法律第100号）第4条第1項第1号に掲げる業務の用に供する施設（郵便局など）
- 国が電波監視のために設置する無線方位又は電波の質の測定装置
- 国又は地方公共団体が設置する電気通信設備
- 電気通信事業法（昭和59年法律第86号）第120条第1項に規定する認定電気通信事業者が同項に規定する認定電気通信事業の用に供する施設（同法の規定により土地等を使用することができるものを除く。）
- 放送法（昭和25年法律第132号）による放送事業の用に供する放送設備
- 電気事業法（昭和39年法律第170号）による一般電気事業、卸電気事業又は特定電気事業の用に供する電気工作物
- ガス事業法（昭和29年法律第51号）によるガス工作物
- 水道法（昭和32年法律第177号）による水道事業若しくは水道用水供給事業、工業用水道事業法（昭和33年法律第84号）による工業用水道事業又は下水道法（昭和33年法律第79号）による公共下水道、流域下水道若しくは都市下水路の用に供する施設
- 市町村が消防法（昭和23年法律第186号）によつて設置する消防の用に供する施設
- 都道府県又は水防法（昭和24年法律第193号）による水防管理団体が水防の用に供する施設
- 学校教育法（昭和22年法律第26号）第1条に規定する学校又はこれに準ずるその他の教育若しくは学術研究のための施設
- 社会教育法（昭和24年法律第207号）による公民館（同法第42条に規定する公民館類似施設を除く。）若しくは博物館又は図書館法（昭和25年法律第118号）による図書館（同法第29条に規定する図書館同種施設を除く。）
- 社会福祉法（昭和26年法律第45号）による社会福祉事業若しくは更生保護事業法（平成7年法律第86号）による更生保護事業の用に供する施設又は職業能力開発促進法（昭和44年法律第64号）による公共職業能力開発施設若しくは職業能力開発総合大学校
- 国、地方公共団体、独立行政法人国立病院機構、健康保険組合若しくは健康保険組合連合会、国民健康保険組合若しくは国民健康保険団体連合会、国家公務員共済組合若しくは国家公務員共済組合連合会若しくは地方公務員共済組合若しくは全国市町村職員共済組合連合会が設置する病院、事業所、診療所若しくは助産所、地域保健法（昭和22年法律第101号）による保健所若しくは医療法（昭和23年法律第205号）による公的医療機関又は検疫所
- 墓地、埋葬等に関する法律（昭和23年法律第48号による火葬場
- と畜場法（昭和28年法律第114号）によると畜場又は化製場等に関する法律（昭和23年法律第140号）による化製場若しくは死亡獣畜取扱場
- 地方公共団体又は廃棄物の処理及び清掃に関する法律（昭和45年法律第137号）第15条の5第1項に規定する廃棄物処理センターが設置する同法による一般廃棄物処理施設、産業廃棄物処理施設その他の廃棄物の処理施設（廃棄物の処分（再生を含。）に係るものに限る。）及び地方公共団体が設置する公衆便所
- 卸売市場法（昭和46年法律第35号）による中央卸売市場及び地方卸売市場
- 自然公園法（昭和32年法律第161号）による公園事業
- 自然環境保全法（昭和47年法律第85号）による原生自然環境保全地域に関する保全事業及び自然環境保全地域に関する保全事業
- 国、地方公共団体、独立行政法人都市再生機構又は地方住宅供給公社が都市計画法（昭和43年法律第100号）第4条第2項に規定する都市計画区域について同法第2章の規定により定められた第1種低層住居専用地域、第2種低層住居専用地域、第1種中高層住居専用地域、第2種中高層住居専用地域、第1種住居地域、第2種住居地域又は準住居地域内において、自ら居住するため住宅を必要とする者に対し賃貸し、又は譲渡する目的で行う50戸以上の一団地の住宅経営
- 国又は地方公共団体が設置する庁舎、工場、研究所、試験所その他直接その事務又は事業の用に供する施設
- 国又は地方公共団体が設置する公園、緑地、広場、運動場、墓地、市場その他公共の用に供する施設
- 日本原子力研究所が研究の用に供する施設
- 核燃料サイクル開発機構が核燃料サイクル開発機構法（昭和42年法律第73号）第24条第1項第1号に掲げる業務の用に供する施設
- 独立行政法人水資源機構が設置する独立行政法人水資源機構法（平成14年法律第182号）による水資源開発施設及び愛知豊川用水施設
- 独立行政法人宇宙航空研究開発機構が独立行政法人宇宙航空研究開発機構法（平成14年法律第161号）第18条第1項第1号から第4号までに掲げる業務の用に供する施設

以上の一に掲げるものに関する事業のために欠くことができない通路、橋、鉄道、軌道、索道、電線路、水路、池井、土石の捨場、材料の置場、職務上常駐を必要とする職員の詰所又は宿舎その他の施設

### 土地収用法第5条に定める事業（権利の収用又は使用）
上記の事業の用に供するため、その土地にある次の権利を消滅させ、又は制限することが必要且つ相当である場合において、これらの権利を収用し、又は使用することができる（同法第5条第1項）。
- 地上権、永小作権、地役権、採石権、質権、抵当権、使用賃借又は賃貸借による権利、その他土地に関する所有権以外の権利
- 鉱業権
- 温泉を利用する権利

### 土地収用法第6条に定める事業（立木、建物等の収用又は使用）
土地収用法第3条各号の事業の用に供することが、必要且つ相当である場合において、その土地の上にある立木、建物その他その土地に定着する物件を、収用し、又は使用することができる。

### 土地収用法第7条に定める事業（土石砂れきの収用）
土地収用法第3条各号の事業の用に供することが、必要且つ相当である場合において、その土地に属する土石砂れきを、収用することができる。

### 別途の法令により定める事業
政府が基本測量を実施するため又は公共団体等の測量計画機関が公共測量を実施するために必要がある場合において、土地、建物、樹木又は工作物を収用し、又は使用することができ、収用又は使用に当たっては、土地収用法を適用することとしている（測量法第19条、第39条）。

## 土地収用に伴う補償
日本国憲法第29条第3項において、私有財産権を公共のために用いることが正当な補償の下に行われなければならないこととなっており、これを受けて土地収用法第6章において、損失の補償に関する規定が設けられている。

## 土地収用の手続
土地収用の手続きは、大きく事業認定庁（国土交通省又は都道府県知事）が行う「事業認定手続」と、収用委員会が行う「収用裁決手続」に分けられる。

### 事業認定
起業者は、事業のために土地を収用し、又は使用しようとするときは、事業認定庁の事業認定を受けなければならず、認定を受ける前に、国土交通省令で定める説明会等で事業の内容を利害関係を有するものに説明しなければならない（土地収用法第15条の14、第16条）。また事業の内容によって、国土交通省が事業認定庁となるものと、都道府県知事が事業認定庁となるものに分けられる（法第17条）。
ただし、都市計画法に定める都市計画事業については土地収用の事業の認定は不要であり（都市計画法第69条）、都市計画事業の認可又は承認をもって事業認定に代えるものとされる（都市計画法第70条）。
事業認定に当たっては、以下の要件をすべて満たさなければならない(法第20条）。
1. 事業が法3条に限定列挙される収用適格のいずれかに該当すること。
2. 起業者に当該事業を遂行する充分な意思と能力があること。
3. 事業計画が土地の適正且つ合理的な利用に寄与するものであること。
4. 土地を収用し、又は使用する公益上の必要性があること。

利害関係人は、意見書を提出したり、公聴会開催請求をすることができる(法第23条、第25条）。
国土交通大臣（又は地方整備局長、北海道開発局長若しくは沖縄総合事務局長）が事業の認定に関する処分を行おうとするときは、行おうとする処分と反対の意見書が提出された場合は，社会資本整備審議会の意見を聴取しなければならず、都道府県知事が事業の認定に関する処分を行おうとするときは、都道府県が設けた審議会等の意見を聴取しなければならず、その意見を尊重して処分をしなければならない(法第25条の2)。
事業認定庁は、事業の認定をしたときは、遅滞なく、その旨を起業者に文書で通知するとともに、起業者の名称、事業の種類、起業地、事業の認定をした理由、土地の図面の縦覧場所を、官報や都道府県が定める方法によって告示しなければならない(法第26条1項)。事業の認定の告示の日から、効力が発生する(法第26条4項)。起業者は、事業の認定の告示後に、土地調書及び物件調書を作成しなければならない(法第36条)。
起業者は、起業地の全部又は一部について、事業の認定後の収用又は使用の手続を保留することができる(法第31条)。

### 収用裁決
- 起業者は、事業認定の告示があった日から1年以内に限り、収用し、又は使用しようとする土地が所在する都道府県の収用委員会に収用又は使用の裁決を申請することができる（法第39条第1項）。
- 収用委員会は、裁決の申請があった時は、市町村別に裁決申請書及びその添付書類について、当該市町村に関係がある部分の写しを当該市町村長に送付するとともに、土地所有者及びその関係人に裁決の申請があった旨を通知しなければならない（法第42条第1項）。また市町村長は、その書類を受け取った時は、裁決の申請があった旨と、「収用し、又は使用しようとする土地の所在、地番及び地目」を公告し、2週間公衆の縦覧に供しなければならない（法第42条第2項）。
- 土地所有者及びその関係人は、縦覧期間内に意見書を提出することができる。（法第43条第1項）。
- 収用委員会は、縦覧期間の経過後、遅延なく審理を開始しなければならない（法第46条第1項）。
- 収用委員会は、審理の結果、申請を却下するか、又は収用若しくは使用の裁決をしなければならない（法第47条、第47条の2）。収用委員会は事業認定に関する判断権限を有しないため、事業認定が違法である場合であっても、収用委員会は法定の却下事由に該当しない場合は、必ず裁決をしなければならない[1]。
- 収用委員会は、裁決申請等を受理したときは、申請を却下する場合を除くほか、収用すべき土地の区域、損失の補償、収用の時期、明渡しの期限等について裁決しなければならない（法第48条、第49条）。
- この裁決に不服があるものは、国土交通省に審査請求をすることができる（法第129条）。ただし、損失の補償に関する不服は審査請求することはできず、当事者訴訟による（法第133条第2項、第3項）。

### 起業者と土地所有者又はその関係人との協議の確認
- 土地について起業者と土地所有者又はその関係人の全員との間に権利を取得し、又は消滅させるための協議が成立したとき、起業者は、事業の認定の告示があった日以後、収用又は使用の裁決の申請前に限り、当該土地所有者又はその関係人の同意を得て、当該土地の所在する都道府県の収用委員会に協議の確認を申請することができる（法第116条第1項）。
- 収用委員会は、この申請があった時は、市町村別に確認申請書及びその添付書類について、当該市町村に関係がある部分の写しを当該市町村長に送付し、市町村長は直ちに公告し、その日から2週間公衆に縦覧する（法第118条第1項、第2項）。
- 収用委員会において確認が行われた時は、土地収用法の適用については、同時に権利取得裁決と明渡裁決があったものとみなされる（法第121条）。

### 公共用地の取得に関する特別措置法に基づく緊急裁決制度
公共用地の取得に関する特別措置法第2条に基づき、公共の利害に特に重大な関係があり、かつ、緊急に施行することを要する事業として行われる特定公共事業（高速道路や国道、新幹線、成田国際空港など国家的に重要な事業が指定されている）について、国土交通大臣による特定公共事業の認定を受けることができ（公共用地の取得に関する特別措置法第7条）、その場合で、起業者の申請に基づき、収用委員会に対し補償の額について審理が終了していない場合でも、仮補償金の払渡しまたは供託を条件として権利取得裁決及び明渡裁決をすることができる（公共用地の取得に関する特別措置法第20条第1項）。この場合、申立ての日から2月以内に裁決をしなければならない（公共用地の取得に関する特別措置法第20条第4項）。尚も審理を要すると認める事項については継続し、差額等については補償裁決をする（公共用地の取得に関する特別措置法第21条）。
収用委員会が緊急裁決を行わない場合は、起業者からの異議申立てに応じ、国土交通大臣が裁決の代行を行う（公共用地の取得に関する特別措置法第38条の3）。
この制度は、近年は用いられていないが、主な適用事例として1971年に成田国際空港（当時の名称は新東京国際空港）の建設の際の土地収用に使用された事例がある。

### 駐留軍用地特措法に基づく収用等
日本国とアメリカ合衆国との間の相互協力及び安全保障条約第六条に基づく施設及び区域並びに日本国における合衆国軍隊の地位に関する協定の実施に伴う土地等の使用等に関する特別措置法（駐留軍用地特措法）により、駐留軍（在日米軍）の用に供するため土地等を必要とする場合に使用または収用する場合は地方防衛局長の申請に基づき、防衛大臣が土地等の使用又は収用の認定を行い、裁決については土地収用法の規定が適用される。
なお、前述した公共用地の取得に関する特別措置法に準ずる緊急裁決の制度や使用について従前から駐留軍の使用に供されていた土地について使用を継続するに当たり期限まで裁決の審理が終わらないときの認定土地等の暫定使用の制度が定められている。

### その他の補償規定
その他、土地収用や使用について自衛隊法や消防法などの規定に基づき、補償規定が設けられている。
また、税制では収用等により土地建物を売ったときの特例として、対価補償金等で他の土地建物に買い換えたときは譲渡がなかったものとする特例や譲渡所得から最高 5,000万円までの特別控除を差し引く特例が用意されている。

## アメリカ合衆国における土地収用
アメリカ合衆国憲法においては、土地収用は、修正第5条「（前略）何人も、（中略）法の適正な手続きによらずに、生命、自由または財産を奪われることはない。何人も、正当な補償なしに、私有財産を公共の用のために徴収（収用）されることはない。」、および修正条項第14条「（前略）如何なる州も法の適正な手続き無しに個人の生命、自由あるいは財産を奪ってはならない。」に基づく。
なお、英語では収用を Eminent domain あるいは Taking という。